# لی کی وو
لی کی وو (انگلیسی: Lee Ki-woo؛ زادهٔ ۲۳ اکتبر ۱۹۸۱) بازیگر اهل کره جنوبی است.
از فیلم‌ها یا برنامه‌های تلویزیونی که وی در آن نقش داشته‌است، می‌توان به استوری آو واین و زن باوقار اشاره کرد.